# Blepharomastix epistenialis
Blepharomastix epistenialis is een vlinder uit de familie van de grasmotten (Crambidae), uit de onderfamilie van de Spilomelinae. De wetenschappelijke naam van deze soort is voor het eerst gepubliceerd in 1939 door Anton Klima.
De soort komt voor in Peru.